# Sigma okruh
{\displaystyle \sigma }-okruh (sigma-okruh) je v matematice libovolný neprázdný systém množin, který je uzavřený na spočetné sjednocení a na rozdíl dvou prvků. Prefix {\displaystyle \sigma } v názvu vyjadřuje uzavřenost na spočetné sjednocení.

## Definice
Systém množin {\displaystyle {\mathcal {R}}} je {\displaystyle \sigma }-okruh, pokud splňuje následující vlastnosti:
1. {\displaystyle {\mathcal {R}}\neq \emptyset }
2. jestliže {\displaystyle (\forall n\in \mathbb {N} )(A_{n}\in {\mathcal {R}})}, pak {\displaystyle \bigcup _{n=1}^{\infty }A_{n}\in {\mathcal {R}}}
3. jestliže {\displaystyle A,B\in {\mathcal {R}}}, pak {\displaystyle A\setminus B\in {\mathcal {R}}}

Někdy se jako {\displaystyle \sigma }-okruh označuje uspořádaná dvojice {\displaystyle (X,{\mathcal {R}})}, kde {\displaystyle X} je libovolná množina a {\displaystyle {\mathcal {R}}\subseteq {\mathcal {P}}(X)} je nějaký systém jejích podmnožin, který splňuje výše uvedené vlastnosti.

## Vlastnosti
- každý {\displaystyle \sigma }-okruh obsahuje prázdnou množinu
- {\displaystyle \sigma }-okruh je uzavřený na spočetný průnik svých prvků, tj. pro {\displaystyle (\forall n\in \mathbb {N} )(A_{n}\in {\mathcal {R}})} platí {\displaystyle \bigcap _{n=1}^{\infty }A_{n}\in {\mathcal {R}}}

## Použití
Koncept {\displaystyle \sigma }-okruhu je důležitý především v teorii míry, kde se používá místo {\displaystyle \sigma }-algebry, pokud není potřeba, aby univerzální množina byla měřitelná.